# Звукове випромінювання
Звукове випромінювання — в природі, коливальний рух частинок пружного середовища, який поширюється у вигляді хвиль. Вухо людини сприймає звукове випромінювання, як поле: інфразвукових хвиль (до 20 Гц), звукових хвиль, та ультразвукових хвиль (більше 20 кГц). При цьому, як звук сприймається лише звукове випромінювання в діапазоні звукових хвиль, інші інфразвукові та ультразвукові хвилі людина може відчувати, як вплив звукового тиску, але не чути, як звук.
Звукове випромінювання — футуристична технологія, за допомогою якого адіосистема передає всі звуки до користувача за допомогою ультразвуку, створюючи біля вух слухача "звукові кишені", де музику чутно.
При цьому музику чує тільки конкретна людина. Вперше ця технологія була застосована ізраїльськими розробниками.